# Jean Émile Laboureur
Jean Émile Laboureur, né à Nantes le 16 août 1877 et mort à Kerfalher près de Pénestin, dans le Morbihan, le 16 juin 1943, est un peintre, dessinateur, graveur, aquafortiste, lithographe et illustrateur français. 
Auteur de nombreuses gravures au burin, en planches individuelles ou pour des livres, il a illustré près de quatre-vingts livres, souvent d'auteurs contemporains comme André Maurois, Jean Giraudoux, Colette, André Gide, Paul-Jean Toulet, Maurice Maeterlinck ou François Mauriac. 
Peintre de tableaux de genre, de paysages animés ou non, de natures mortes, il a réalisé aussi quelques fresques et des sculptures. Ses œuvres sont conservées dans plusieurs musées nationaux et provinciaux.
Il a fondé ou présidé des associations d'artistes indépendants.

## Biographie
Émile Laboureur est issu d'une famille de la bourgeoisie locale de Nantes. Fils d'Émile Laboureur et de Marie-Anne Pauline Grandjouan, il est cousin du peintre Jules Grandjouan. Il part étudier à Paris en 1895. Il s'inscrit en faculté de droit, selon la volonté de son père, mais ne s'y plait pas et s'inscrit en lettres. 

### Formation, voyages, premières expositions
Laboureur fréquente plutôt l'Académie Julian. Il est initié à la gravure par Auguste Lepère, et débute au Salon de 1896. Ses premières œuvres sont des gravures sur bois d'un type primitif, à la manière de Paul Gauguin. Il rencontre des artistes comme Guillaume Apollinaire, Marie Laurencin ou Henri de Toulouse-Lautrec, lequel influence son art. 

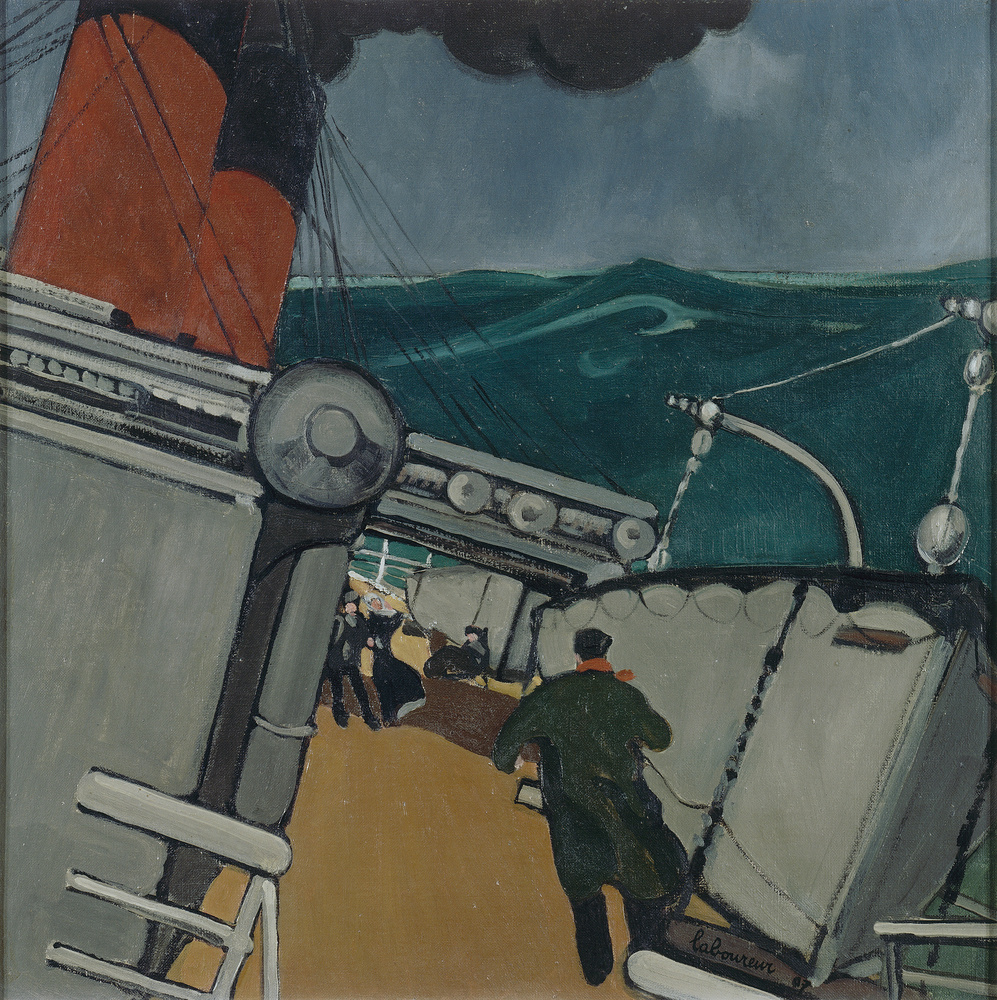
Le Roulis transatlantique, 1907.

Il part voyager en Europe et en Amérique du Nord. Il va d'abord en Allemagne où il visite les musées (1899-1903), puis aux États-Unis en 1904, où il adopte le prénom de « Jean-Émile », puis de nouveau en Amérique du Nord où il séjourne et expose à plusieurs reprises de 1905 à 1909, aux États-Unis et au Canada. Il voyage ensuite en Grande-Bretagne, en Italie, en Grèce et en Turquie en 1911.

### Rôle dans l'art moderne, enseignement de la gravure
Laboureur expose à Paris à partir de 1911 et s'y fixe en 1912. Il utilise alors moins le bois gravé et préfère l'eau-forte. Son dessin se rapproche du cubisme vers 1912-1913. Son rôle est jugé « considérable dans le grand mouvement de l'art moderne ». Mobilisé en 1914, il continue cependant à créer, il compose trois suites de gravures sur le thème de la guerre, et s'inspire de son vécu pour d'autres œuvres ultérieures,. 

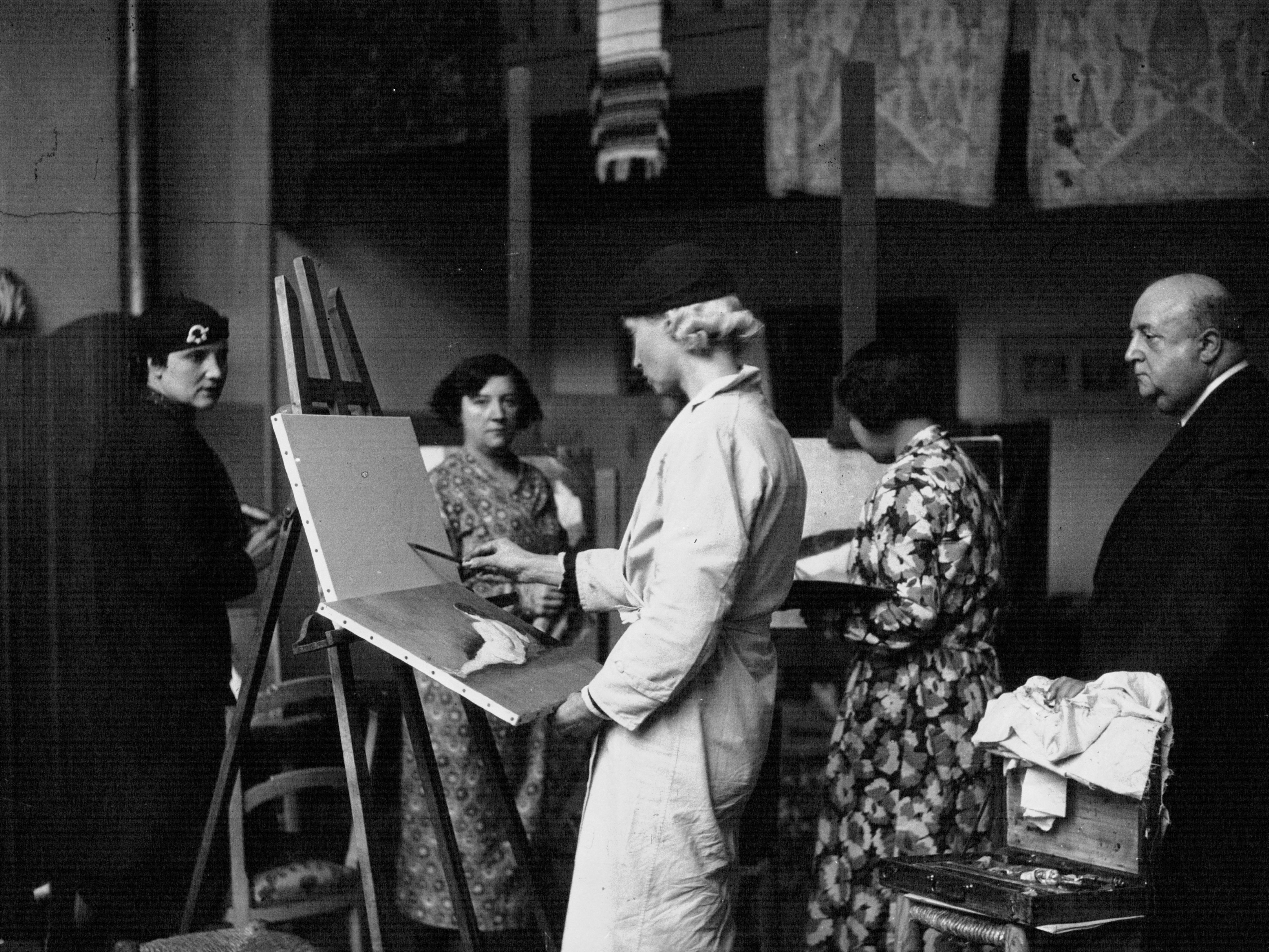
Jean-Émile Laboureur avec ses élèves en 1932.

Il expérimente la technique du burin pour l'illustration de L'Appartement des jeunes filles de Roger Allard en 1919. C'est le premier d'une longue série de soixante-six livres illustrés. Il collabore aussi à des revues comme la Gazette du Bon Ton, La Revue musicale. Dans son atelier parisien, Laboureur enseigne l'art de la gravure à des élèves comme Marie Laurencin et André Dunoyer de Segonzac. Plus anecdotique mais de qualité et marqué de son style, il réalise un important travail d'illustration de commande pour le Catalogue Manufrance au début des années 1930 (illustrations signées du "L" caractéristique) ; puisque à l'époque ce catalogue est illustré par la gravure. 
Il initie le peintre Victor Dupont (1873-1941) à la gravure au début des années 1920, et fonde avec lui le Salon de l'Art Français (1929-1932).
Il épouse, le 10 avril 1919, Suzanne Salières, fille de Jean-Baptiste Salières, professeur au lycée de Pontivy, puis professeur honoraire d'Université, et de Marie-Antoinette Le Priol. Nièce du fondateur du journal Populaire, elle est la sœur de Jeanne Gavy-Bélédin et la belle-sœur de Pol Abraham.

### Livres illustrés
Jean Émile Laboureur illustre Suzanne et le Pacifique, de Jean Giraudoux, et des livres de Valery Larbaud, Colette, André Gide, Maeterlinck, Mauriac,, Giraudoux ou Maurois. En 1930, il compose de nombreuses gravures pour Les Contrerimes de Paul-Jean Toulet.
Selon Anne Lombardini, il atteint alors « le sommet de son art ». Pendant l'entre-deux-guerres, en moins de vingt ans, il aura illustré près de soixante-dix livres, sans compter les frontispices. Il continue par ailleurs de créer des planches individuelles et organise plusieurs expositions.
Il travaille essentiellement à Paris, mais passe chaque année plusieurs mois au Croisic où il a acheté une maison en 1915. Il y dessine un paysage breton pour un timbre gravé par Jean Antonin Delzers et émis en 1935 pour une valeur faciale de 2 francs.

### Fondateur d'associations, responsabilités, ouvrages
Jean-Émile Laboureur fonde en 1923 le groupe des Peintres-graveurs indépendants, et préside en 1929 le Comité de l'art français indépendant, créé par le peintre Victor Dupont. Membre de plusieurs sections de l'Exposition universelle de 1937, il contribue en 1938 à créer le Comité national de la gravure française.
En plus des livres illustrés et des gravures, il élabore plusieurs fresques, notamment à la Maison du travail en 1937 et travaille pour l'École nationale de la marine marchande de Paimpol avec Jean Frélaut et Pierre Dubreuil.
De 1928 à 1937, Laboureur écrit plusieurs ouvrages et articles sur la gravure et l'approche qu'il en a. Il établit aussi le catalogue de l'œuvre gravé de Marie Laurencin.
Pendant la Seconde Guerre mondiale, il se retire, malade, dans sa maison de Pénestin où il meurt le 16 juin 1943 ; dès décembre 1938, une attaque d’hémiplégie avait mis fin à toute activité. La rue Jean-Émile-Laboureur commémore son nom à Nantes.

Gravures de Jean Émile Laboureur
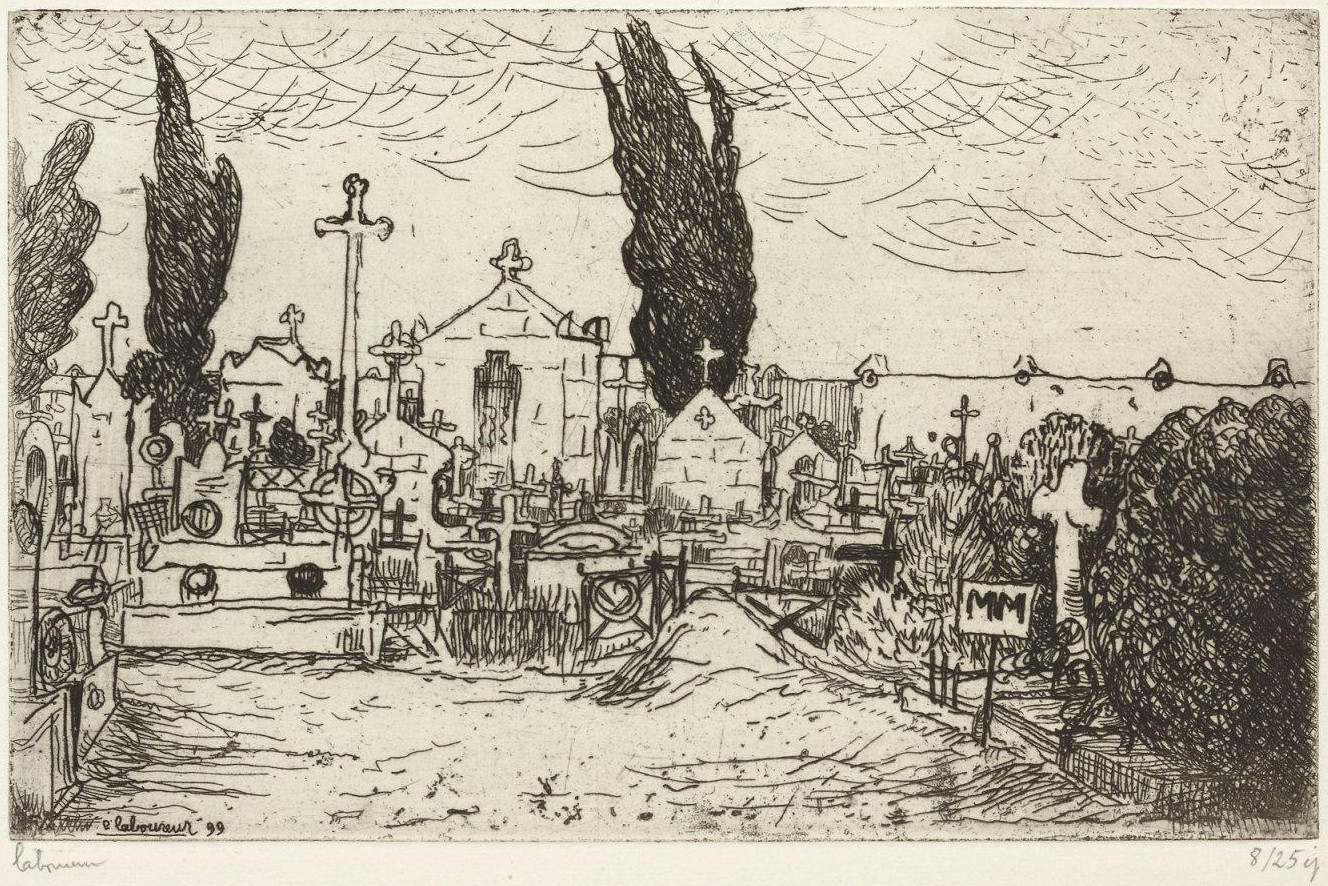
Cimetière (1899)
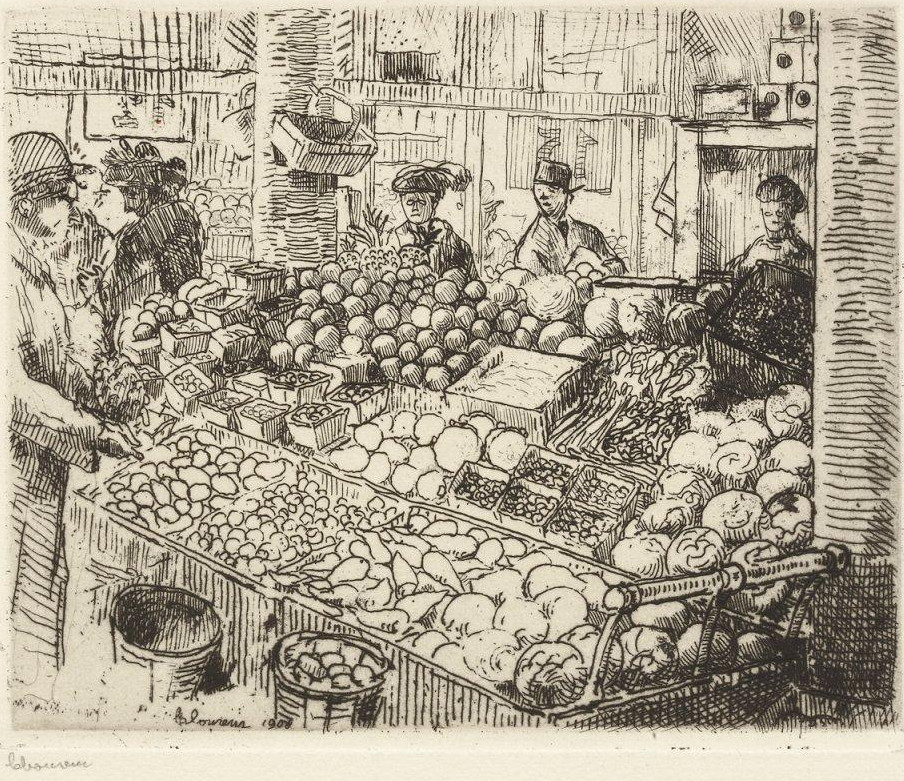
Marché aux légumes (New York, 1908).
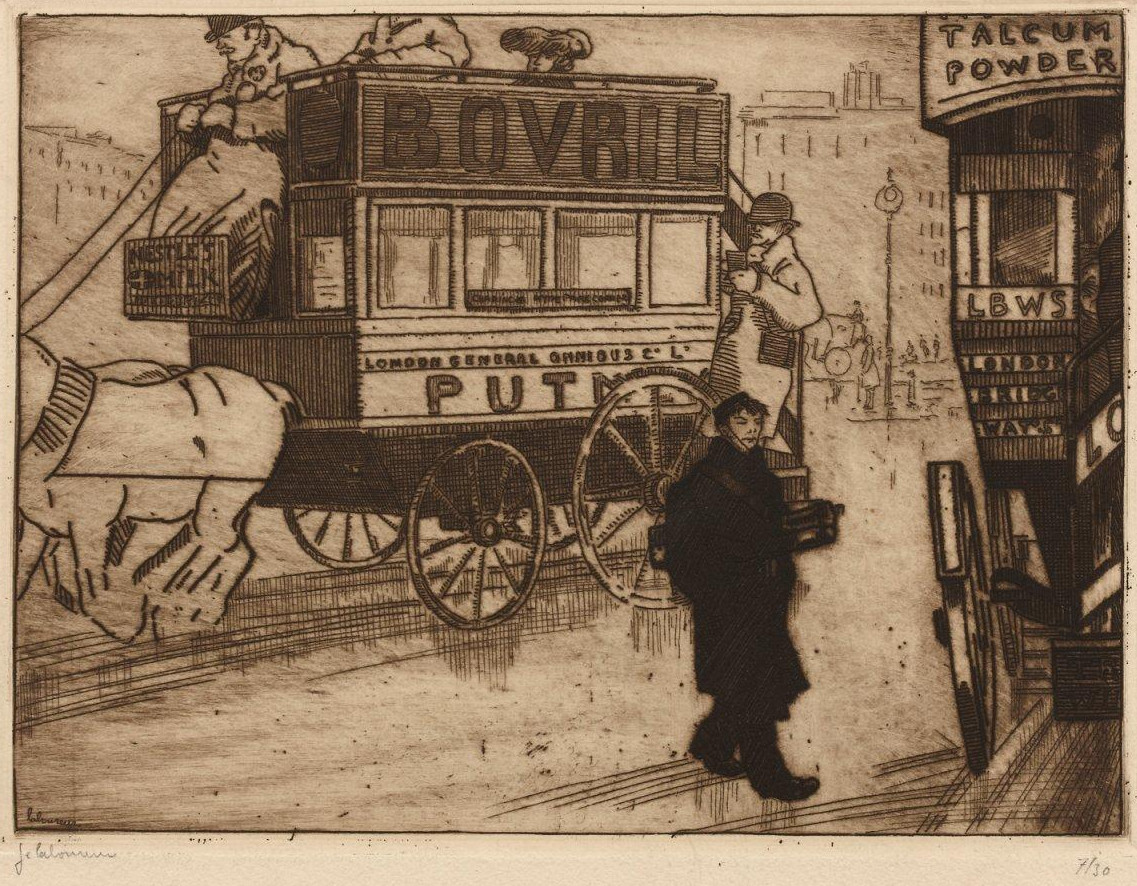
Les derniers bus (Londres, 1912)
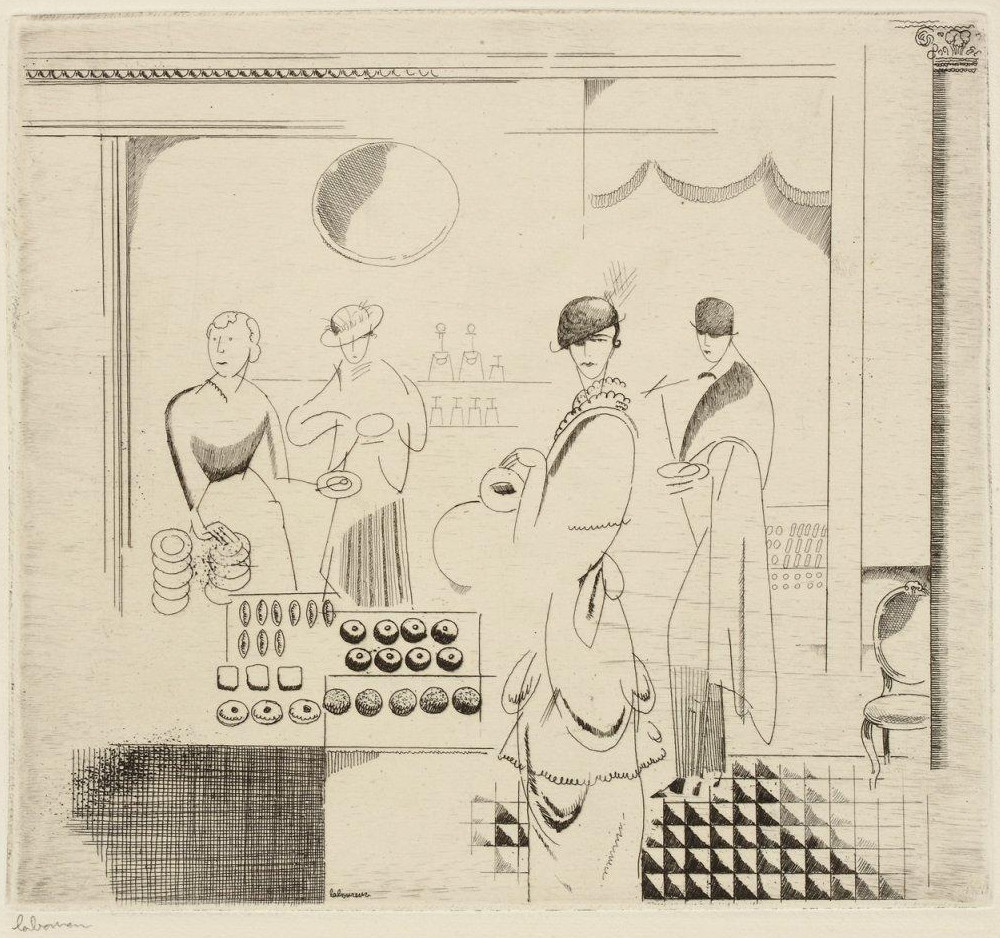
La Pâtisserie (1914)
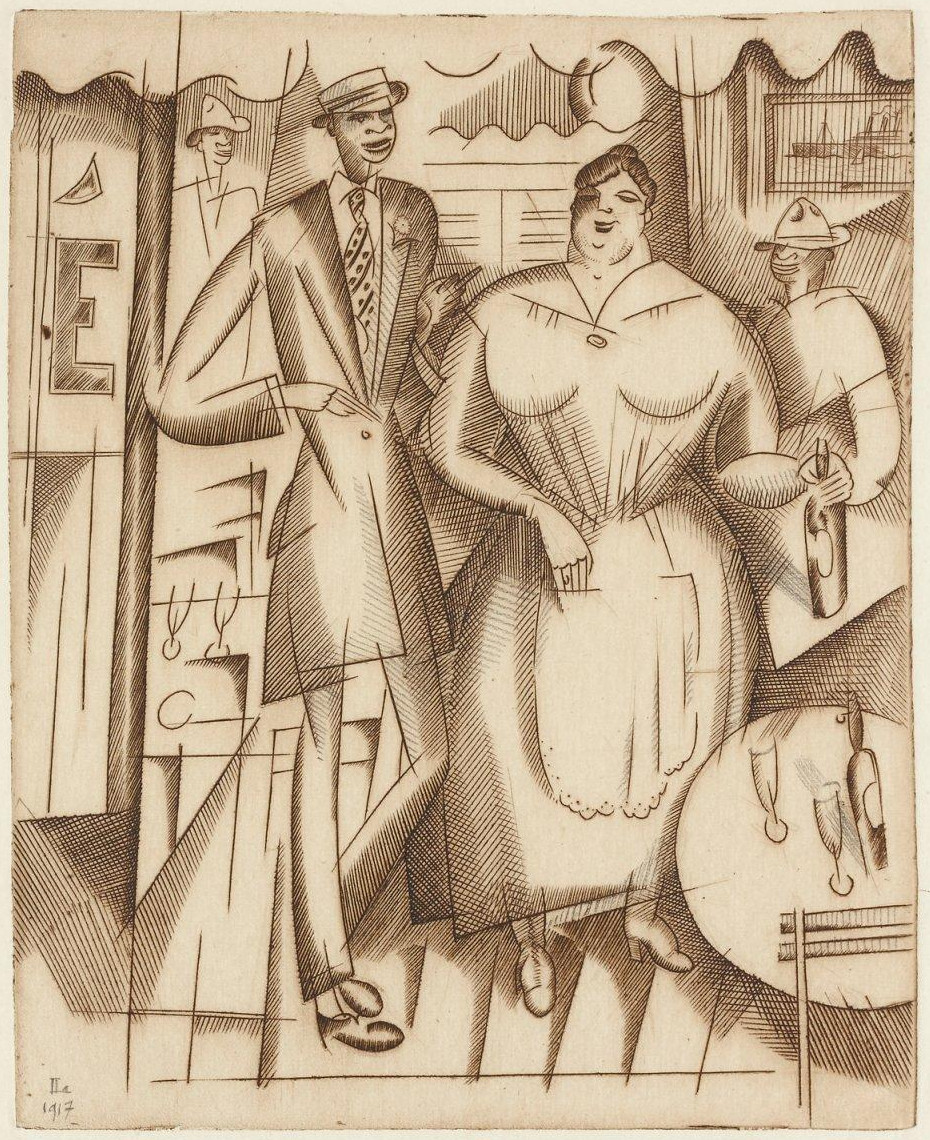
Nègres américains à Saint-Nazaire (1917)
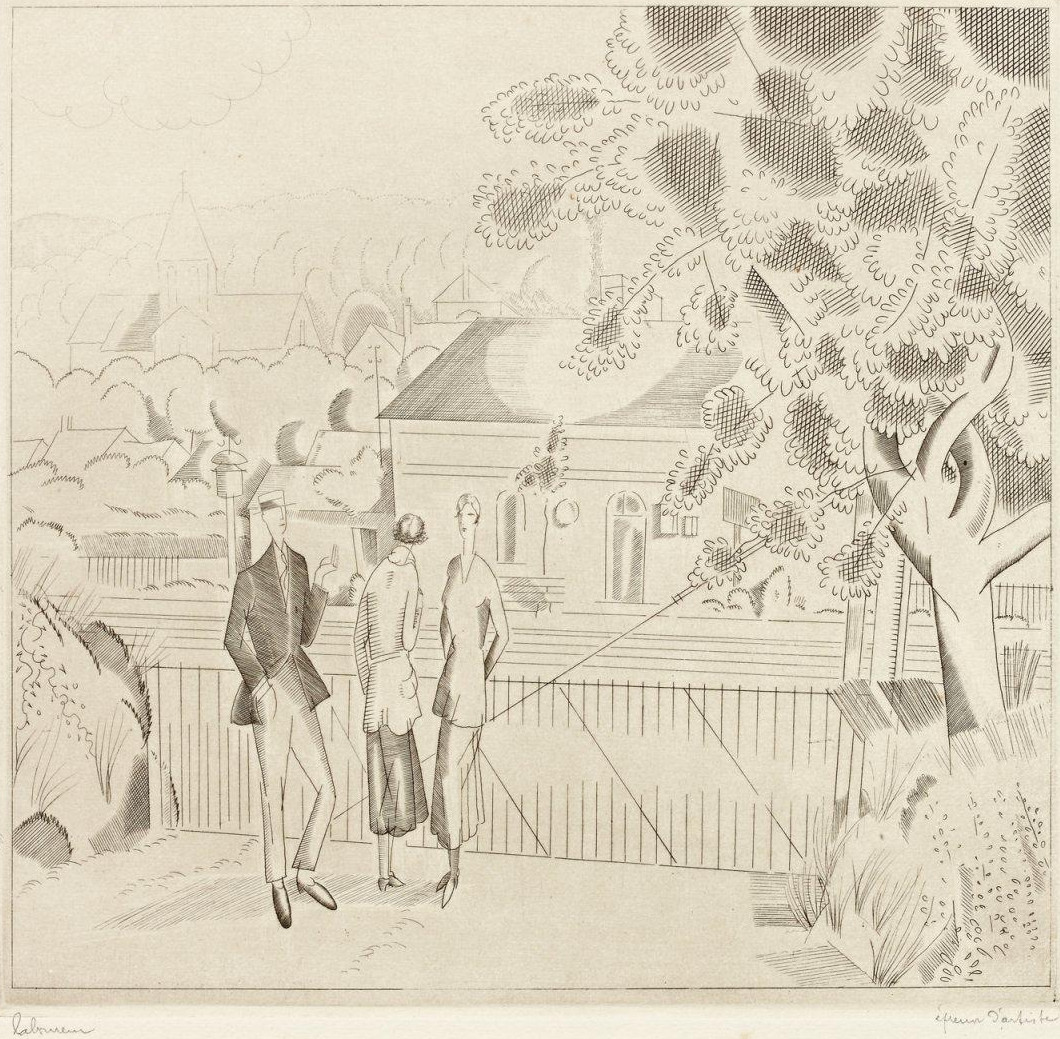
La Petite Station (1926)
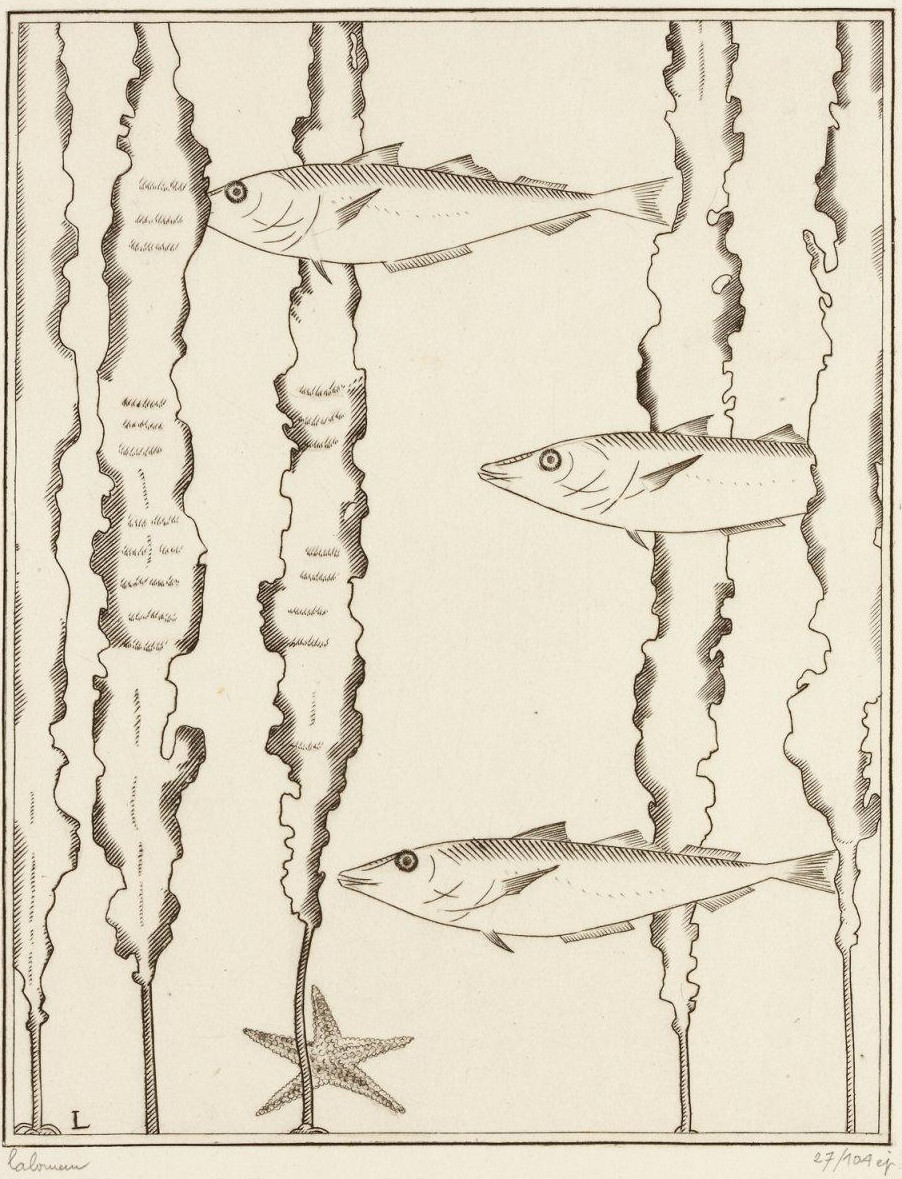
Marine : les trois merlans (1934)

## Œuvre
- 1 728 gravures, dont 74 séries de gravures ou dessins pour livres illustrés[17].

### Ouvrages illustrés
Par ordre chronologique :
- Images de l'arrière, suite de dix bois originaux et inédits, dessinés et gravés par Monsieur J.-E. Laboureur, Paris, La Belle Édition, 1919, lire en ligne sur Gallica.
- Jean Giraudoux, Promenade avec Gabrielle, Paris, Éditions de La Nouvelle Revue française, 1919, lire en ligne sur Gallica.
- Évariste Parny, Chansons madécasses, trente bois, Éditions de La Nouvelle Revue française, 1920, lire en ligne sur Gallica.
- Valéry Larbaud, Beauté, mon beau souci, quarante gravures au burin, Éditions de La Nouvelle Revue française, 1920.
- Jacques Cazotte, Le Diable amoureux, Bloch, 1921, lire en ligne sur Gallica.
- Remy de Gourmont, Le Songe d'une femme, Paris, C. Bloch, 1925, lire en ligne sur Gallica.
- Georges Camuset, Les Sonnets du docteur, Dijon, Aux éditions du raisin, 1926, lire en ligne sur Gallica.
- Remy de Gourmont, Le Joujou patriotisme, Paris, Éditions de la Belle Page, 1927, lire en ligne sur Gallica.
- Auguste de Villiers de l'Isle-Adam, Trois contes cruels, Paris, L. Mimerel, 1927, lire en ligne sur Gallica.
- André Maurois, Les Silences du colonel Bramble[3], 1926-1929.
- Colette (ill. trente gravures sur cuivre en taille douce), L'Envers du Music Hall, Paris, Au sans pareil, 1926, 170 p. (lire en ligne).
- Nina Toye, A. H. Adair, Philibert Le Huby, Petits et grands verres. Choix des meilleures recettes de cocktails, vignettes, Au sans pareil, 1927, lire en ligne sur Gallica.
- Les Avantures satyriques de Florinde, habitant de la Basse Région de la Lune, publiées d'après l'exemplaire de 1625 et décorées d'eaux-fortes par J.-E. Laboureur, Paris, impr. Jacoub et Cie, 1928, lire en ligne sur Gallica.
- Maurice Beaubourg, La Saison au Bois de Boulogne, Paris, A. Delpeuch, 1928, lire en ligne sur Gallica.
- Oscar Wilde, Le Portrait de Dorian Gray, Paris, Société d'édition "Le Livre, 1928, lire en ligne sur Gallica.
- Fernand Fleuret, Supplément au "Spectateur nocturne" de Restif de la Bretonne, Paris, Éditions du Trianon, 1928, lire en ligne sur Gallica.
- Stendhal, Le Chasseur vert, Paris, Éditions Orion, 1929, lire en ligne sur Gallica.
- Tristan Derème, L'Enlèvement sans clair de lune, ou Les propos et les amours de M. Théodore Decalandre, Paris, Les Bibliophiles de l'automobile club de France, 1931, lire en ligne sur Gallica.
- Jean Giraudoux, Judith, tragédie en trois actes, Paris, Émile-Paul frères, 1931, lire en ligne sur Gallica.
- Albert Glatigny, Le Jour de l'an d'un vagabond, Rouen, Société normande des amis du livre, 1932, lire en ligne sur Gallica.
- Remy de Gourmont, Un cœur virginal, gravures en couleurs, Paris, pour les Cent bibliophiles, 1937, lire en ligne sur Gallica.
- Comtesse de Noailles, L'Ombre des jours, précédé du discours de Madame Colette à l’académie royale de Belgique en l’honneur de Mme de Noailles, Paris, Société du livre d’art, 1938.
- Paul-Jean Toulet, Les Trois impostures, Paris, Creuzevault, 1946, lire en ligne sur Gallica.
- Marcel Proust, À l’ombre des jeunes filles en fleur, volume 1, NRF, 1946, lire en ligne sur Gallica.

### Écrits
- Jean Émile Laboureur, Considérations sur la gravure originale, burins de décorations d'Émile-Henry Tilmans, cent quinze exemplaires numérotés, Bruxelles, La gravure originale belge, 1928[18].

## Collections publiques

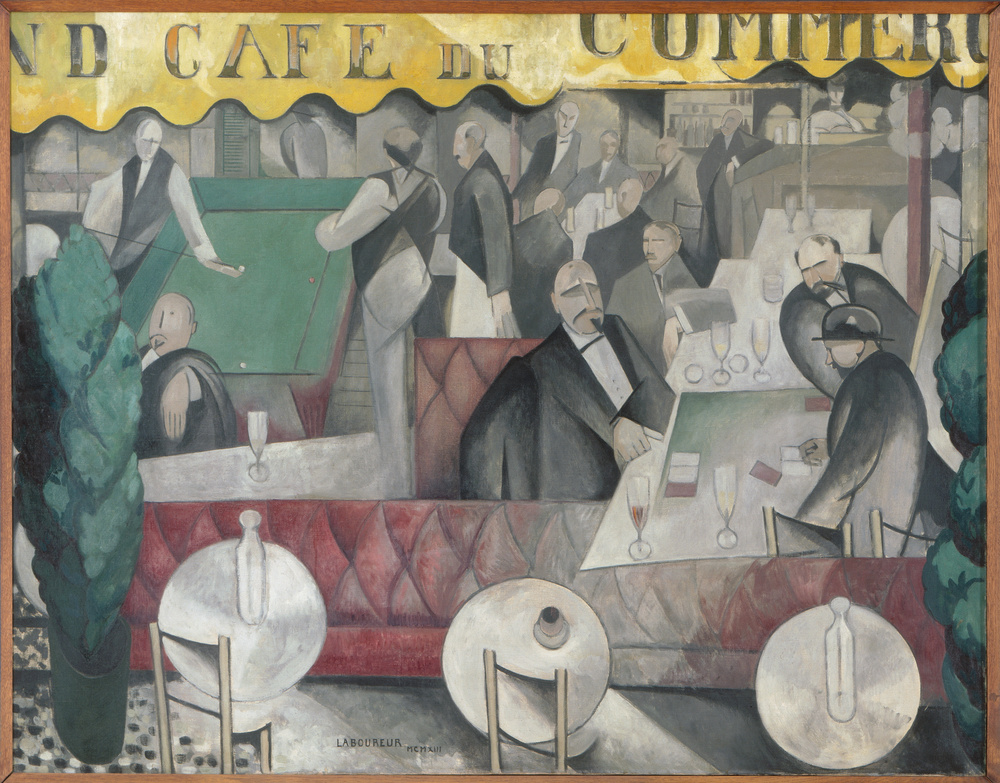
Le Café du commerce, 1913, musée d'Arts de Nantes.

- Paris, musée du Louvre, département des Arts graphiques : plusieurs dessins.
- Paris, musée d'Orsay : dessin.
- Paris, Bibliothèque nationale de France, Cabinet des estampes : collection « la plus considérable »[9] de son œuvre.
- Nantes, musée des beaux-arts : peintures, dont Le Roulis transatlantique et Le Café du commerce, dessins, nombreuses estampes.
- Blérancourt, musée national de la coopération franco-américaine : plusieurs dessins.
- Granville, musée d'art moderne Richard Anacréon : dessin.
- Gravelines, musée du dessin et de l'estampe originale.
- Écomusée de Saint-Nazaire : plusieurs dessins, estampes, croquis concernant le passage des troupes américaines à Saint-Nazaire entre 1917 et 1919.
- Quimper, musée départemental breton : Le pilotin, estampe (bois gravé rehaussé de couleurs).

## Principales expositions
- Galerie André Groult, mars 1914.
- Galerie Marcel Guiot, Paris, 1926 (œuvre gravée) et 1931 (dessins et aquarelles).
- Rétrospective, Bibliothèque nationale, Paris, 1954.
- Laboureur et J. Villon, Excelsior, Anvers, 1955.
- Musée des beaux-arts de Nantes, décembre 1966-janvier 1967.
- Galerie Marcel Lecomte, Paris, 1974.
- Alliance française, New York, 1977.
- Gravures, Château-Musée de Nemours, septembre-octobre 1977.
- Musée des beaux-arts de Pont-Aven, mars-juin 1993.
- Médiathèque-espace Jacques Demy, Nantes, 1996.
- Bois gravés, Quimperlé, été 1999.
- Château de Blain (44). été 2000.
- Galerie Bruno Jansem, Paris, 2011.
- « Jean Émile Laboureur : images de la Grande Guerre », château des ducs de Bretagne, Nantes, janvier - avril 2015[19],[20].

## Documentation
Une partie des archives de Jean-Emile Laboureur est conservée à l'Institut national d'histoire de l'art.